# Micraphorura absoloni
Micraphorura absoloni är en urinsektsart som först beskrevs av Börner 1901.  Micraphorura absoloni ingår i släktet Micraphorura, och familjen blekhoppstjärtar. Arten är reproducerande i Sverige.